# Лоренц фон Щайн
Лоренц фон Щайн е германски икономист, социолог и изследовател на публичната администрация от Екернфернде.

## Биография
Щайн е роден на 18 ноември 1815 г. в морския град Борби в Екернфернде в Шлезвиг. Учи философия и юриспруденция в университетите в Кил и Йена от 1835 до 1839 г. и в Парижкия университет от 1841 до 1842 г. Между 1846 и 1851 г. Щайн е доцент в Университета в Кил, а също така служи като член на Франкфуртския парламент през 1848 г. Неговото застъпничество на независимост на родния му град Шлезвиг (тогава част от Дания), му донася уволнението през 1852 г.
През 1848 г. Щайн публикува книга, озаглавена „Социалистическите и комунистически движения“, тъй като Третата Френска революция (1848), в която той въвежда понятието „социално движение“ в научни дискусии – изобразяваща всъщност по този начин политически движения, борещи се за социалните права разбирани като права на благосъстоянието.
Тази тема се повтаря през 1850 г., когато Щайн публикува книга, озаглавена „История на френските социални движения от 1789 до наши дни“. Според Щайн социалното движение е разбирано главно като движение от страна на обществото към държавата, създадена от неравенството в икономиката, което прави пролетариата част на политиката чрез представителство. Книгата е преведена на английски от Кает Менгелберг и е публикувана от Bedminster Press през 1964 г.
От 1855 г. до пенсионирането си през 1885 г. Лоренц фон Щайн е професор по Политическа икономия във Виенския университет. Работата му от този период се счита за основа на международната наука за публичната администрация. Той също така влияе на практиката на публичните финанси.
През 1874 г. Щайн е избран за член-кореспондент на Руската академия на науките в Санкт Петербург.
През 1882 г. японският министър-председател Ито Хиробуми, начело на делегация в Европа, изучава западните правителствени системи. Делегацията пристига първо в Берлин, където е инструктирана от Рудолф фон Гнайст, а след това във Виена, където Щайн е лектор в университета. Както и при Гнайст, Щайн съобщава на японската делегация, че всеобщото избирателно право и партийната система трябва да се избягват. Щайн приема, че държавата е над обществото и че целта на държавата е да допринесе за социалната реформа, която се изпълнява от монархията до обикновените хора.
Въпреки това Щайн е известен най-вече с това, че прилага диалектиката на Хегел към областта на публичната администрация и на националната икономика, за да се подобри систематиката на тези науки, въпреки че не пренебрегва историческите аспекти.
Щайн анализира състоянието клас от времето си и го сравнява с държавата на благоденствието. Той очертава икономическа интерпретация на историята, като включва понятия за пролетариата и за класовата борба, но отхвърля революционната процедура. Въпреки сходството на идеите си с тези на марксизма, степента на влияние на Щайн от Карл Маркс е несигурна. Въпреки това Маркс показва от разпръснати бележки относно Щайн, че е наясно с много влиятелната му книга от 1842 на комунистическата мисъл във Франция. Например в Немската идеология (1845-46), Щайн е споменат, но само като автор на книгата си от 1842 г. Макар фон Щайн, в някои случаи, да споменава Маркс, влиянието му по друг начин изглежда по-малко вероятно.
Щайн умира на 23 септември 1890 г. в дома си в Hadersdorf-Weidlingau, район Пенцинг на Виена. Погребан е в протестантските гробища в Мацлайнсдорф.